# Autopoiesis
Autopoiesis nebo autopoiéze (z řec. autos, sám, a poiein, dělat, tvořit) je nový epistemologický pojem, který chce vystihnout povahu systémů, jež nelze vysvětlit z vnějších příčin, nýbrž které vznikají a udržují se díky své vlastní struktuře. Pojem vytvořil chilský molekulární biolog Humberto Maturana se svým žákem F. Varelou v roce 1973 původně na vysvětlení živé buňky jako procesu, který se organizuje a udržuje sám. Maturana tím rozumí, že se
1. „Operačně uzavírá“ čili odděluje od svého okolí,
2. zachovává svoji organizaci, dokud nezahyne,
3. a to díky neustálé výměně látek se svým prostředím.

Později se tento koncept ukázal jako plodný i v jiných oblastech a je například základem teorie systémů německého sociologa Niklase Luhmanna.

## Vznik pojmu
Jako profesor molekulární biologie hledal Maturana odpověď na otázku, co znamená „vznik života“, čili čím se živé liší od neživého. Přitom pochopil, že buňka je „autonomní, do sebe uzavřená dynamika molekulárních procesů sebeprodukce, otevřená průtoku molekul.“ Vzniká, když se v důsledku vlastní dynamiky stane oddělitelnou entitou, a to tak, že si vlastními operacemi vytvoří hranici a existuje pak jako autonomní totalita v molekulárním médiu, s nímž má neustálé vzájemné výměny. Autopoietický systém je dynamická složená entita, tvořící jednotu jako uzavřená síť produkcí vlastních složek tak, že
1. rekurzivně vytváří stejnou síť produkcí, jež ji vytvořila a
2. vytváří si operační hranici, přes niž interaguje se svým prostředím.

Autopoiéze tedy není vlastnost živých systémů, nýbrž sám způsob jejich bytí: jakmile se zastaví, systém hyne a zaniká. Autopoietický systém tedy není souhrn svých složek, neboť ty se neustále vyměňují, nýbrž vznik a udržování určité organizace těchto výměn. Je určen svojí strukturou, nikoli svými složkami či materiálem. V tomto ohledu se buňka podobá třeba tornádu, anebo na druhé straně společenskému klubu, kde se členové střídají a zůstává jen jistá organizace.

## Rysy autopoietických systémů
Podstatným rysem autopoietických systémů je tedy konzervace, uchovávání a udržování jednak autopoiéze samé, jednak adaptací, což jsou podstatné podmínky existence živých systémů. Maturana dokonce hovoří o „zákonech konservace“. Živé systémy jsou tedy historické v tom smyslu, že uchovávají autopoiézi, to jest 1) život sám a adaptace, a 2) reprodukci života ve specifické formě uprostřed neustálých změn všeho ostatního. Autopoietický systém tedy existuje ve dvojí oblasti, totiž „navenek“ jako organismus, uchovávající svoji identitu, a „uvnitř“, kde se realizuje jako koordinace složitých procesů.
Maturana trvá na tom, že autopoietické systémy jsou „strukturálně vázané“ na své prostředí, že se vždy mění v „operační koherenci“ s ním, což je podle něho výměr adaptace. Žijí jen potud, pokud uchovávají svou organizaci a adaptační vztah ke svému prostředí, což je jejich „kognitivní doména“. Systém vzniká v okamžiku, kdy se začne konservovat jeho organizace a adaptační vztah k prostředí. Organismus tedy není celek o sobě, nýbrž jen ve vztahu ke svému prostředí. Identitu určitého organismu tvoří určitý způsob vedení života, který se uchovává ve strukturálních vazbách na prostředí.
Tento vztah nelze popsat pomocí vstupů a výstupů jako ve fyzice, neboť vnější působení nerozhoduje o tom, co se v jeho důsledku v systému stane. Vnitřní chování systému je určeno jeho strukturou a vnější podněty mohou jen spouštět změny, dané touto strukturou. Takové změny pak Maturana považuje za poznání (cognition). Proto si ani lidský pozorovatel nemůže činit nárok, že by viděl něco, co existuje nezávisle na něm, neboť i jeho poznání je určeno jeho vlastními možnostmi (například možnostmi jeho smyslů, přístrojů nebo jazyka).

## Jazyk a poznání
Jazyk je pro člověka specifický způsob života v pospolitosti, jímž koordinujeme koordinovaná chování mezi sebou. Jako lidské bytosti žijeme v praxi řeči (Maturana užívá novotvar „languaging“ jako sloveso), v níž teprve vystupují předměty a jež tak vytváří „domény sdílených předmětů“ či „domény intersubjektivity“, a to v libovolně velkém počtu. První z nich vzniká v jazykové hře matky s dítětem.
Obvyklé pojetí poznání jako poznání něčeho, co existuje nezávisle na mně, má problém s vědomím sebe sama, neboť „já“ neexistuji nezávisle na sobě. Musí proto sebe sama rozdvojovat na „já“ a „sebe“, na subjekt a objekt, a v důsledu toho si představovat sebe jako předmět, věc. Naopak chápeme-li poznání jako vztah, jenž se u člověka děje řečí, snadno nahlédneme, že i „já“ vzniká v řeči stejně jako jakékoli jiné téma, je vědomí sebe přirozeným důsledkem řeči.

## Věda
Maturanovo pojetí autopoiéze je založeno na jiném chápání poznání a tudíž i vědy. Ústředním tématem poznání není skutečnost, nýbrž zkušenost, neboť „skutečnost“ je jen výkladový pojem, vytvořený pro vysvětlení zkušenosti. Co se nám skutečně „dává“ je zkušenost a nic jiného. Zkušenost si také vykládáme na základě koherence této zkušenosti – jejích opakování, pravidelností a soudržnosti, případně zákonitostí. Také věda se zabývá výkladem zkušeností pozorovatelů a je jen kulturní zvyk naší civilizace, že chceme pro všechno hledat vnější příčiny.
Vědecký postup spočívá podle Maturany v následujících krocích:
1. v popisu, co musí pozorovatel udělat, aby udělal určitou zkušenost (např. něco naměřil);
2. v návrhu „generativního mechanismu“, který pokud se přijme, vyvolá u pozorovatele zkušenost, již chtěl vysvětlit;
3. v odvození všech „operačních koherencí“ a jiných zkušeností pozorovatele a v udání, co by pro to musel udělat;
4. v provedení předchozího, a pokud odvozené skutečně nastane, stává se bod 2. vědeckým vysvětlením.

Tento postup nazývá Maturana „kritériem ověření“ (criterion of validation) a neopírá se o předpoklad nezávisle existující skutečnosti jako běžné chápání vědecké metody. „Jako vědci říkáme, že aplikujeme experimentální vědeckou metodu, jenže co skutečně děláme je aplikace kritéria ověření vědeckých vysvětlení. Vědecké výklady tedy nevysvětlují nezávislou skutečnost, nýbrž zkušenosti pozorovatele.“

## Autopoiéze ve společenských vědách
Maturanův odvážný a neobvyklý koncept vyvolal mnoho diskusí, hlavně v teorii vědy. Našel však významné uplatnění jako výkladový princip v sociologii. Maturana už naznačil podstatné podobnosti mezi buňkou a např. klubem (viz výše), domníval se však, že autopoiéze ve vlastním slova smyslu je možná jen na molekulární úrovni, neboť jen ta má tyto rysy sama v sobě a nemusí se opírat o jiné vrstvy jsoucna. To je v očích jiných vědců omyl, neboť i molekulární úroveň se v jistém smyslu „opírá“ o vlastnosti (nebo lépe „specifický způsob bytí“) atomů, a to velmi podobně, jako se společnost „opírá“ o specifické vlastnosti a schopnosti lidí.
Na tomto základě vybudoval německý sociolog Niklas Luhmann velmi vlivnou „systémovou teorii společnosti“ jako autopoietického vydělování jejích subsystémů (např. vědy, práva, hospodářství nebo náboženství). Princip autonomního fungování, „operačního uzavření“ a udržování organizace a adaptací při neustálém střídání osob, stejně jako význam vnějších vztahů a vzájemného působení s okolím je zde možná ještě nápadnější a dovoluje nové pohledy na fungování lidských společností a institucí.